# Tobias Becker (DJ)
Tobias Becker (* 30. Oktober 1978 in Duisburg) ist ein deutscher DJ und Künstler im Bereich der elektronischen Musik und Betreiber des Labels "Platzhirsch". Seine Musik wird der Gattung Minimal Techno zugeordnet.

## Leben und Wirken
Tobias Becker zog in seiner Jugend nach Rheinbach und legte am Städtischen Gymnasium Rheinbach sein Abitur ab.  Durch den Gewinn des Wettbewerbs Jugend musiziert gewährte die Stadt Neuss ihm ein Stipendium für das Musikstudium. Er spielte in einer Neusser Big Band das Bariton. 1997 wechselte er zur elektronischen Musik. 
Im Winter 1998 begann er, ausgestattet mit zwei Plattenspielern und einem Mischpult, als Diskjockey zu arbeiten. 2000 beschäftigte ihn die Diskothek Arttheater als Resident-DJ. 2001 begann er eine Lehre als Bankkaufmann. Nach drei Jahren als Resident-DJ im Arttheater wechselte Becker zum Düsseldorfer Club Harpune, der ihn ab April 2003 beschäftigte. Ende 2003 gründete er das Label „Platzhirsch Schallplatten“. Seit März 2004 werden die Produktionen von Platzhirsch weltweit über das internationale Label Kompakt vertrieben. Die Zeitschrift Groove wies der ersten Katalognummer „Äser Ep“ den siebten Platz ihrer Charts zu. Die Leser der Groove wählten das Platzhirschlabel auf den zehnten Platz der besten nationalen Labels. Im Rahmen der Verkaufscharts des Labels erreichte „Äser Ep“ den ersten Platz. Mitte 2005 gründete Becker das Sublabel „Kahlwild“, welches für die Produktion minimalistischer Stücke zuständig ist. In Köln veranstaltet er regelmäßig den Event „Platzhirsch-Klause“, zu dem er namhafte DJs einlädt und zudem selber auflegt. Er arbeitet derzeit im Kompakt Plattenladen.

## Veröffentlichungen

### Eigene Produktionen
- Trallafitti, 2006 (Platzhirsch CD01), Mix-CD

### Label Platzhirsch
- Platzhirsch 01 von Graziano Avitabile - Äser EP
- Platzhirsch Limited #1 by Graziano Avitabile
- Platzhirsch02 by Gabriel Ananda - Forckeln EP
- Platzhirsch03 by Graziano Avitabile - Flehmen EP
- Platzhirsch04 by Rocco Branco - Blattschuss EP
- Platzhirsch Limited #2 by Gabriel Ananda
- Platzhirsch 05 by Rocco Branco - Kapital Remixe
- Platzhirsch Limited #3 by Pachulke und Sohn - Läuft gut
- Platzhirsch06 by Rocco Branco - Feuchtblatt ist Trumpf
- Platzhirsch07 by Jason Emsley - Function EP
- Platzhirsch08 by Gabriel Ananda - Miracel Whop
- Plathirsch09 by Jason Emsley - Politic EP
- Platzhirsch Ltd. 04 by Gabriel Ananda & Tobias Becker
- Platzhirsch Ltd. 05 by Paul Birken
- Platzhirsch10 by Mark Broom - Ping Pong Ep
- Platzhirsch 11 by Quenum & Dachshund - Paradox EP
- Platzhirsch 12 - Doppelwhipper RMXE
- Platzhirsch 13 by Jason Emsley - Inept Starlet EP

### Label Kahlwild
- kahlwild01_ali khan_push back ep
- kahlwild02_a.vivanco_las velas ep
- kahlwild03_p.specke&d.maxim_rio besenreiser pa
- kahlwild04_a.vivanco_maximizado ep
- kahlwild05_moritz von pein_merlin ep
- kahlwild06_a.vivanco_maison doree ep
- kahlwild05.1_moritz von pein_limited 5.1
- kahlwild08_a.vivanco_las velas remixe
- kahlwild07_ali khan_happy thursday ep
- kahlwild09_daze maxim_tremor ep